# ウィルマー・H・シラス
ウィルマー・ハウズ・シラス（Wilmar House Shiras、1908年 - 1990年）は、アメリカ合衆国のSF作家。別名ジェイン・ハウズ（Jane Howes）。代表作は中編「少年の秘密」（"In Hiding", 1948）。

## 経歴
マサチューセッツ州ボストン生まれ。ボストン大学に入学するが初年に結婚して中退（18歳であった）。夫のラッセルはシェル・ディヴェロップメント社（Shell Development Company）で化学工学の主任研究者になった。シラスは、カリフォルニア大学バークレー校で歴史を学んだ。夫婦は五人の子供を育てた。うち二人が男、三人が女で、シラスが創作を始めたのは彼ら家族のためであった。
作品「少年の秘密」は1948年にジョン・W・キャンベルが編集する有力誌「アスタウンディング」に送られ、11月号に掲載された。この作品は、並外れた能力を持って生まれた子供たちが自らの居場所を求めて苦悩する物語で、読者の心を掴んで古典的作品となり、速やかに複数のアンソロジーに収録された。シラスは同誌に二つの続編、すなわち「捜索」と「新しい出発」を発表した。これら三編は、のちに長編『アトムの子ら』の最初の三章になった。この本は後年、彼女がホーリー・ネイムズ大学（Holy Names University）の二年生であった時に出版された。「少数派たる天才と多数派たる凡人の軋轢」を描いた『アトムの子ら』は、ガジェット主体のスペース・オペラではなく、知性に目を向けた新世代のSFとして賞賛された。
シラスはニューヨーク出版（New York publishing house）でパートタイムの翻訳家としても働いた。また彼女はトミズム（Thomism）哲学の基礎を実証した。

## 作品
- 1948年 - 中編「少年の秘密」（"In Hiding"）、初出「アスタウンディング誌」
- 1949年 - 短編「捜索」（"Opening Doors"）、同上
- 1949年 - 短編「新しい出発」（"New Foundations"）、同上
- 1953年 - 長編『アトムの子ら』（"The Children of the Atoms"）、ノーム・プレス（Gnome Press）
- 1946年 - "Slow Dawning"（ジェイン・ハウズ名義で発表）

## 日本語訳
- 『アトムの子ら』小笠原豊樹訳、早川書房
  - ハヤカワ・SF・シリーズ、1959年
  - ハヤカワ文庫SF、1981年